# Lac Natuak
Lac Natuak är en sjö i Kanada.   Den ligger i regionen Nord-du-Québec och provinsen Québec, i den östra delen av landet, 1 300 km norr om huvudstaden Ottawa. Lac Natuak ligger 128 meter över havet. Arean är 29,3 kvadratkilometer. Den sträcker sig 10,3 kilometer i nord-sydlig riktning, och 19,8 kilometer i öst-västlig riktning.
Omgivningarna runt Lac Natuak är i huvudsak ett öppet busklandskap. Trakten runt Lac Natuak är nära nog obefolkad, med mindre än två invånare per kvadratkilometer.